# サクラタデ
サクラタデ（桜蓼、学名：Persicaria odorata subsp. conspicua）は、タデ科イヌタデ属の多年草。

## 特徴
細長い地下茎があり、地中を横に伸長して増える。茎の下部は斜上し、多少分枝し、上部は直立して高さ30-100cmになる。茎は円柱形で細く、節がやや太く、節間はふつう毛は無く、まばらに黄色の腺点がある。葉は互生し、ごく短い葉柄があり、葉身は披針形で、先端は鋭形、縁は全縁、基部はくさび形またはやや円形になり、長さ6-18cm、幅1-3cmになる。葉の質はやや厚く、両面に短毛が生え、裏面に腺点がある。托葉鞘は短い筒型で長さ1.5cmになり、短毛と腺点があり、縁に長い剛毛が生える。
花期は8-10月。花序は茎先につき細長く、偽総状にややまばらに花をつけ、しばしば上部は垂れる。異型花柱性を示す自家不和合性で、雌蕊が長く雄蕊が短い長花柱型と雌蕊が短く雄蕊が長い短花柱型の両型の花をもつ個体が混生した条件で、双方の型の間で花粉のやり取りがなければ結実しない性質をもつ。花柄は苞より長く、長さ4-6.5mmある。花冠裂片に見えるのは萼裂片で、萼は5深裂し、裂片は広楕円形で長さ2.5-4.7mm、先は円形、淡紅色で腺点がある。雄蕊は8個あり、葯は淡紅色、長花柱型では長さ1-2mmとなり萼片より短く、短花柱型では長さ3.5-4.2mmとなり萼片より長い。子房は3個の花柱がある。果実は3稜がある卵球形の痩果で、黒色で光沢は鈍く、宿存する萼片に包まれ、長さ2.9-3.5mmになる。染色体数は2n=44。
奄美諸島に萼片に腺点が無く、それ以外は本亜種と変わらないリュウキュウサクラタデが知られているが、米倉浩司 (2012) は、「全体の特徴ではサクラタデと区別できず，ただ花被に腺点が無いことで異なるに過ぎない．現時点では調べた標本が少ないので，サクラタデに含めて扱っておきたい．」としている。

## 分布と生育環境
日本では、本州（青森県岩木川流域以南）、四国、九州に分布し、日当たりの良い水辺や湿地に生育する。世界では、朝鮮半島南部、中国大陸に分布する。

## 名前の由来
和名サクラタデは、「桜蓼」の意。花が大きく、色がサクラのように淡紅色をしているのでいう。牧野富太郎 (1940) は、「櫻蓼ハ其花淡紅色ニシテさくらノ如ケレバ云ウ」と述べている。
また、1856年（安政3年）に出版された飯沼慾斎の『草木図説』前編20巻中第7巻「サクラタデ 甲」には、「色粉紅蓼類中尤大ニ𬼀（シテ）美ナルモノ也」とある。
種小名（種形容語）odorata は、「芳香のある」「香りのいい」の、変種名 conspicua は、「顕著な」「目立った」の意味。

## 基本種
米倉浩司 (2012) の研究によれば、本亜種の基本種 P. odorata (Lour.) Soják は、ベトナムに分布する種で、東南アジアでは、Vietnamese Coriander（ベトナムコリアンダー）の名前で栽培される植物であり、ベトナム国境に隣接する中国の雲南省南東部および広西チワン族自治区、これに隣接する広東省西部にも分布し、香蓼の名で栽培されることもあるという。ただし、中国の植物誌ではこれらの植物は全て、次節のシロバナサクラタデと区別されていないという。

## 分類
本亜種は、近縁で同属イヌタデ節 Sect. Persicaria に属するシロバナサクラタデ P. japonica に似る。両者の違いは、サクラタデは、苞当たり2-3個の花をつけ、色が淡紅色。茎が下部で分枝し、枝先につく花序はふつう1個である。これに対し、シロバナサクラタデは、苞あたり4-6個の花をつけ、色はふつう白色で先端部分が帯紅色になることもある。茎が下部で分枝しないで、枝先につく花序は複数ある。

## ギャラリー

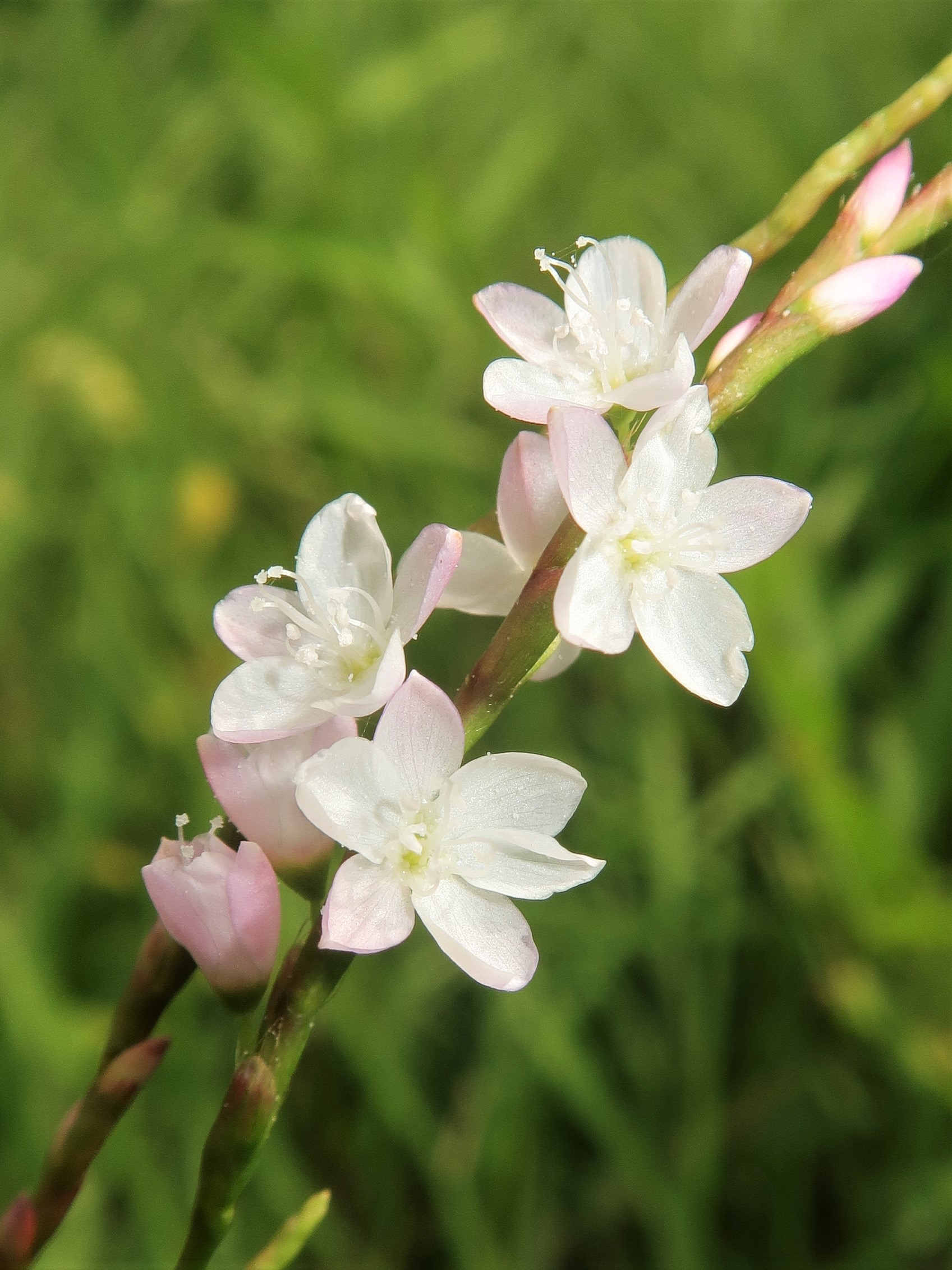
長花柱型の花。中心の3個の雌蕊が長く、周囲の雄蕊が短い。
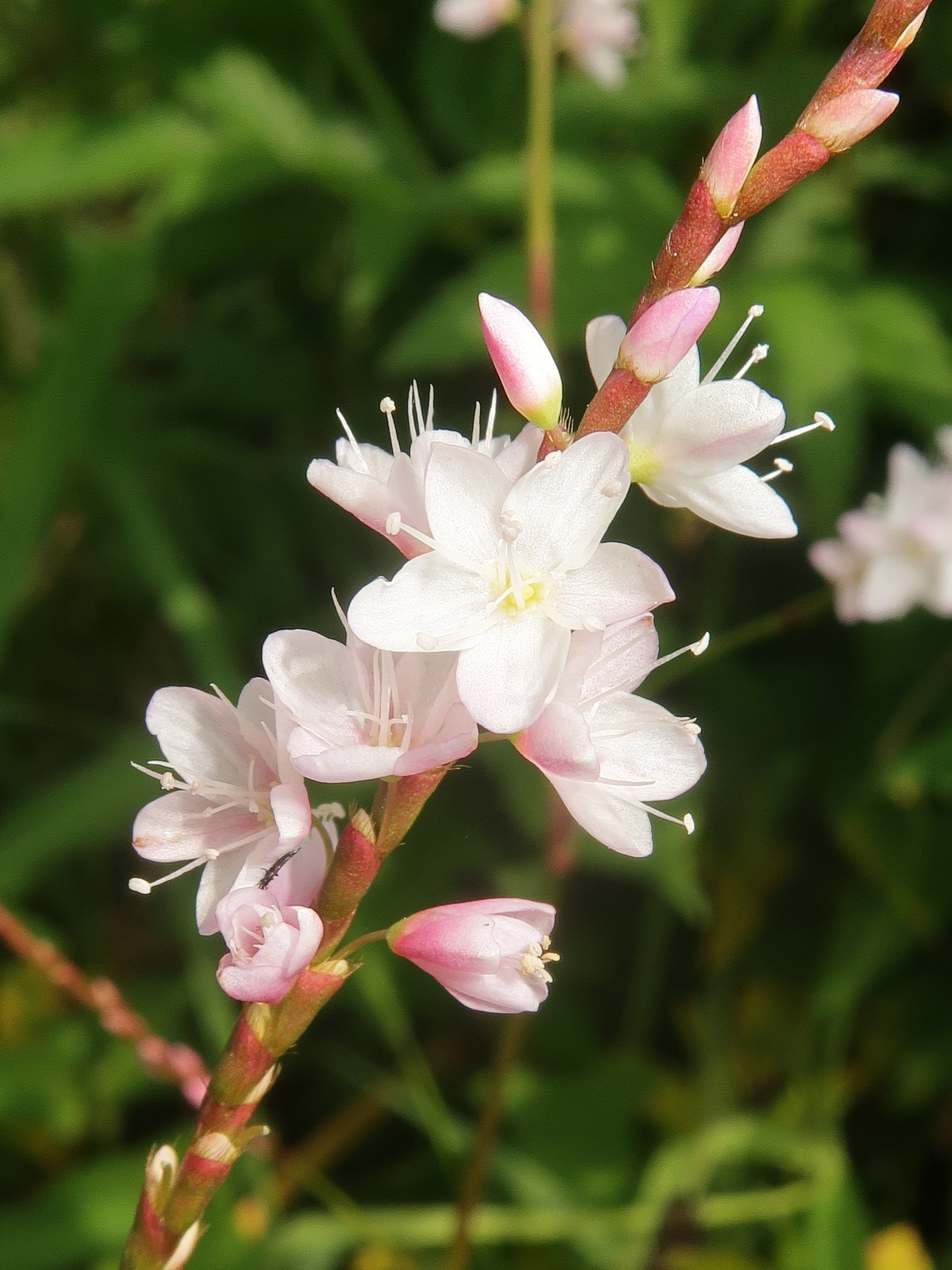
短花柱型の花。中心の3個の雌蕊が短く、周囲の雄蕊が長い。
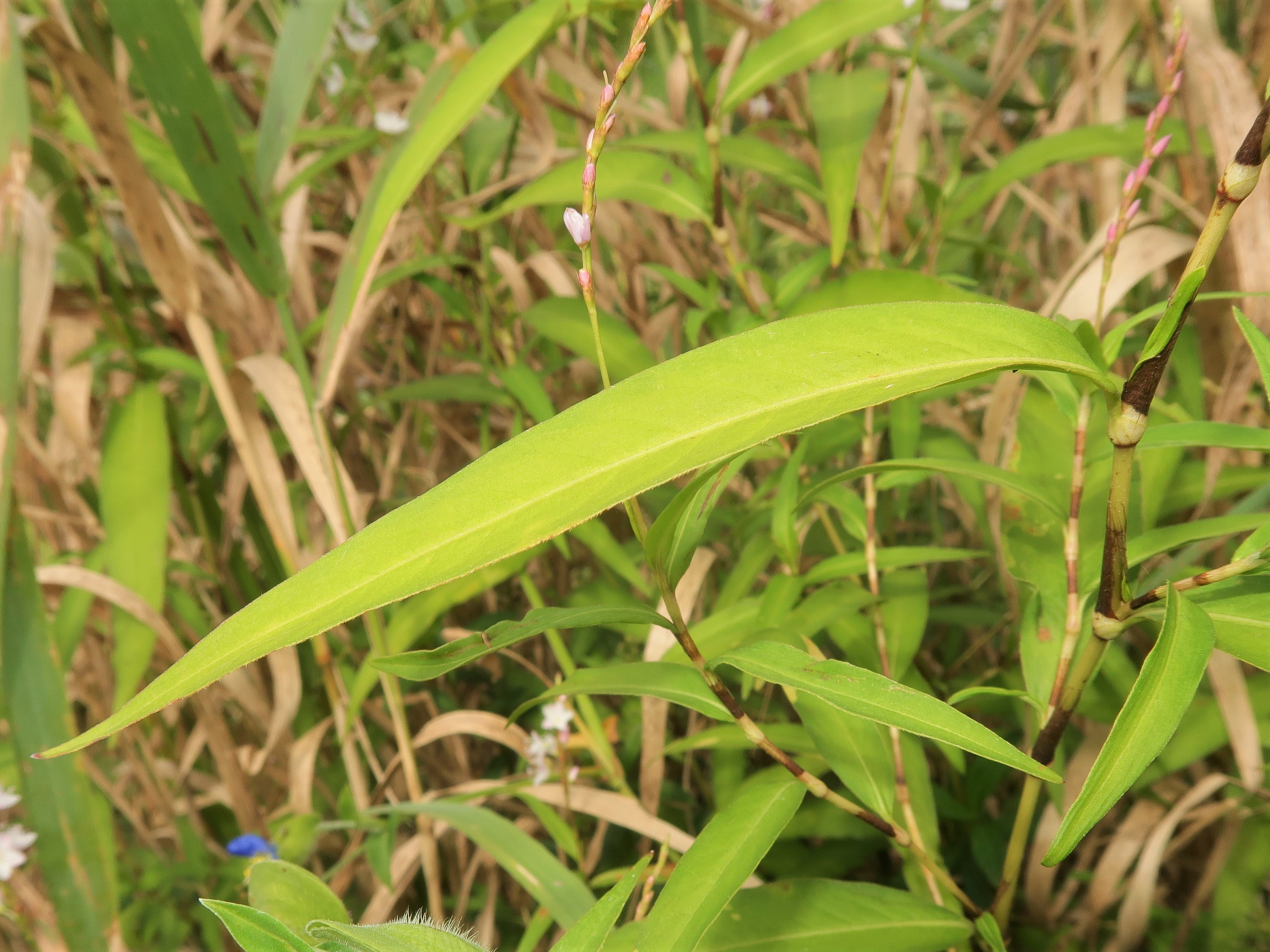
葉の表面。托葉鞘は短い筒型で縁に長い剛毛が生える。
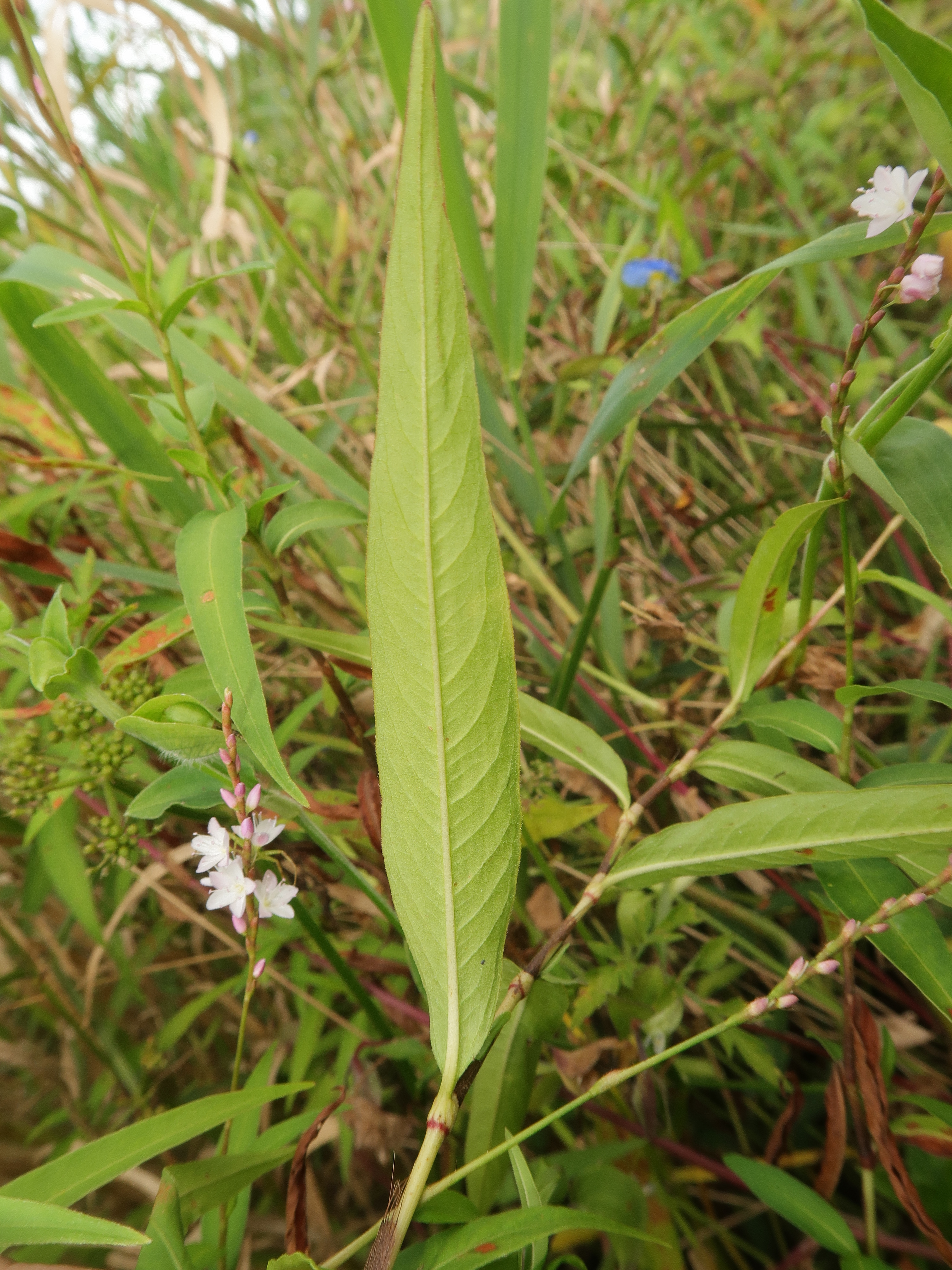
葉の裏面。短毛が生え、腺点がある。